# لولينغ
لولينغ (بالإنجليزية: Luling, Texas)‏ هي مدينة تقع بولاية تكساس في شمال شرق الولايات المتحدة. تبلغ مساحة هذه المدينة 10 (كم²)، وترتفع عن سطح البحر 125 م، بلغ عدد سكانها 5458 نسمة في عام 2008 حسب إحصاء مكتب تعداد الولايات المتحدة وتصل الكثافة السكانية فيها 545.8 نسمة/كم2.

## التركيبة السكانية
حدّد مكتب تعداد الولايات المتحدة بيانات التركيبة السكانية للولينغ في تعداد الولايات المتحدة. في ما يلي، التركيبة السكانية حسب تعدادي 2000 و2010.

### تعداد عام 2000
بلغ عدد سكان لولينغ 5,080 نسمة بحسب تعداد عام 2000، وبلغ عدد الأسر 1,791 أسرة وعدد العائلات 1,227 عائلة مقيمة في المدينة. في حين سجلت الكثافة السكانية 353.3 نسمة لكل كيلومتر مربع (915.0/ميل2). وبلغ عدد الوحدات السكنية 1,950 وحدة بمتوسط كثافة قدره 135.6 لكل كيلومتر مربع (351.2/ميل2).
وتوزع التركيب العرقي للمدينة بنسبة 65.30% من البيض و9.55% من الأمريكيين الأفارقة و0.31% من الأمريكيين الأصليين و0.41% من الأمريكيين ذوي الأصول الآسيوية و22.09% من الأعراق الأخرى و2.34% من عرقين مختلطين أو أكثر و44.02% من الهسبانيون أو اللاتينيون من أي عرق.
بلغ عدد الأسر 1,791 أسرة كانت نسبة 39.7% منها لديها أطفال تحت سن الثامنة عشر تعيش معهم، وبلغت نسبة الأزواج القاطنين مع بعضهم البعض 47.5% من أصل المجموع الكلي للأسر، ونسبة 15.9% من الأسر كان لديها معيلات من الإناث دون وجود شريك،  بينما كانت نسبة 5.1% من الأسر لديها معيلون من الذكور دون وجود شريكة وكانت نسبة 31.5% من غير العائلات. تألفت نسبة 28.1% من أصل جميع الأسر من عدة أفراد يعيشون في نفس المنزل ونسبة 17.2% كانت تتألف من شخص يعيش بمفرده يبلغ من العمر 65 عاماً أو أكثر. وبلغ متوسط حجم الأسرة المعيشية 2.75، أما متوسط حجم العائلات فبلغ 3.39.
بلغ العمر الوسطي للسكان 34.5 عاماً. وكانت نسبة 29.9% من القاطنين تحت سن الثامنة عشر، وكانت نسبة 9% بين الثامنة عشر والرابعة والعشرين عاماً، ونسبة 24.6% كانت واقعةً في الفئة العمرية ما بين الخامسة والعشرين والرابعة والأربعين عاماً، ونسبة 17.8% كانت ما بين الخامسة والأربعين والرابعة والستين، ونسبة 15.7% كانت ضمن فئة الخامسة والستين عاماً فما فوق. يوجد لكل 100 أنثى 88.8 ذكر، ويوجد لكل 100 أنثى في الثامنة عشر من عمرها فما فوق 82.0 ذكر.
بلغ متوسط دخل الأسرة في المدينة 26,923 دولارًا، أما متوسط دخل العائلة فبلغ 31,094 دولارًا. وكان متوسط دخل الذكور 22,365 دولارًا مقابل 18,432 دولارًا للإناث. وسجل دخل الفرد الخاص بالمدينة 12,373 دولارًا. وكانت نسبة 17% من العائلات ونسبة 19.4% من السكان تحت خط الفقر، وكان من هؤلاء نسبة 22.3% تحت سن الثامنة عشر ونسبة 20.5% في الخامسة والستين من العمر وما فوق.

### تعداد عام 2010
بلغ عدد سكان لولينغ 5,411 نسمة بحسب تعداد عام 2010، وبلغ عدد الأسر 1,907 أسرة وعدد العائلات 1,315 عائلة مقيمة في المدينة. في حين سجلت الكثافة السكانية 376.3 نسمة لكل كيلومتر مربع (974.6/ميل2). وبلغ عدد الوحدات السكنية 2,115 وحدة بمتوسط كثافة قدره 147.1 لكل كيلومتر مربع (381.0/ميل2).
وتوزع التركيب العرقي للمدينة بنسبة 70.76% من البيض و8.54% من الأمريكيين الأفارقة و0.37% من الأمريكيين الأصليين و0.48% من الأمريكيين ذوي الأصول الآسيوية و0.02% من سكان جزر المحيط الهادئ و16.73% من الأعراق الأخرى و3.10% من عرقين مختلطين أو أكثر و52.60% من الهسبانيون أو اللاتينيون من أي عرق.
بلغ عدد الأسر 1,907 أسرة كانت نسبة 37.6% منها لديها أطفال تحت سن الثامنة عشر تعيش معهم، وبلغت نسبة الأزواج القاطنين مع بعضهم البعض 45.4% من أصل المجموع الكلي للأسر، ونسبة 17.4% من الأسر كان لديها معيلات من الإناث دون وجود شريك،  بينما كانت نسبة 6.2% من الأسر لديها معيلون من الذكور دون وجود شريكة وكانت نسبة 31% من غير العائلات. تألفت نسبة 26.6% من أصل جميع الأسر من عدة أفراد يعيشون في نفس المنزل ونسبة 14.2% كانت تتألف من شخص يعيش بمفرده يبلغ من العمر 65 عاماً أو أكثر. وبلغ متوسط حجم الأسرة المعيشية 2.75، أما متوسط حجم العائلات فبلغ 3.36.
بلغ العمر الوسطي للسكان 35.5 عاماً. وكانت نسبة 27.3% من القاطنين تحت سن الثامنة عشر، وكانت نسبة 9.4% بين الثامنة عشر والرابعة والعشرين عاماً، ونسبة 24.1% كانت واقعةً في الفئة العمرية ما بين الخامسة والعشرين والرابعة والأربعين عاماً، ونسبة 22.5% كانت ما بين الخامسة والأربعين والرابعة والستين، ونسبة 16.7% كانت ضمن فئة الخامسة والستين عاماً فما فوق. وتوزع التركيب الجنسي للسكان بنسبة 46.8% ذكور و53.2% إناث.

## أعلام
- روبرت إل. روذرفورد
- مايكل دورن
- بو بوريس

## وصلات خارجية
- The US50 - Cities and Towns in Texas State